# Jost Andreas von Randow
Jost Andreas von Randow (* 3. April 1580 in Loburg; † ?) war Hofmann am anhaltischen Hof zu Dessau und Mitglied der Fruchtbringenden Gesellschaft.

## Leben

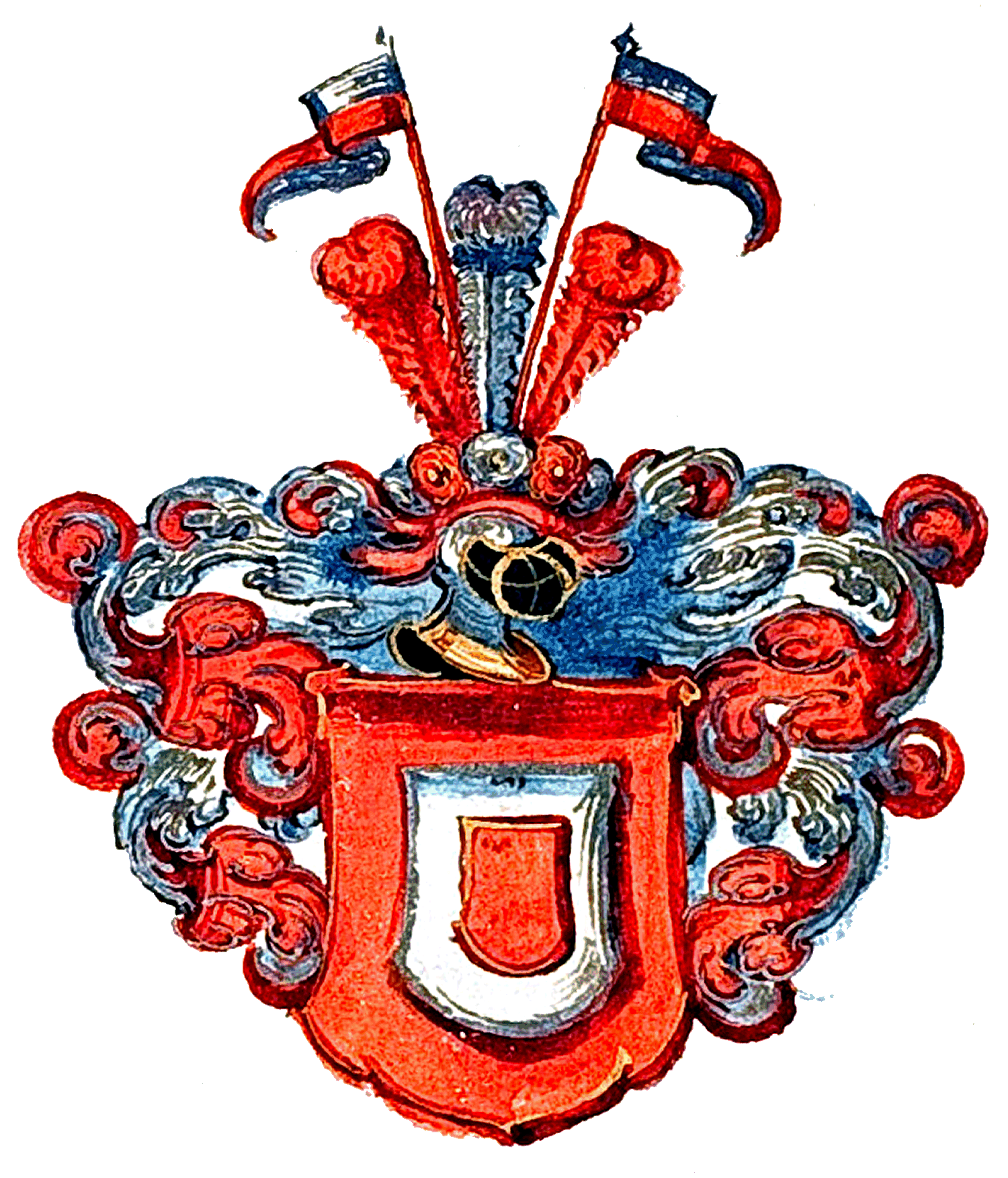
Wappen des J. A. von Randow im Köthener Gesellschaftsbuch (1619)

Jost Andreas von Randow (gelegentl. auch Randau) stammt aus einem altadeligen Geschlecht, welches ursprünglich aus dem Erzstift Magdeburg kam. Er war der Sohn des Caspar von Randow aus Loburg († 1610) und der Elisabeth von Barby aus dem Hause Kalitz († 1618) und wurde am Ostersonntag 1580 geboren. Jost Andreas blieb unverheiratet und ist urkundlich bis 1623 erwähnt, lebte aber wohl länger. 
1619 wurde Randow in die 1617 von Fürst Ludwig I. von Anhalt-Köthen gegründete Fruchtbringende Gesellschaft aufgenommen. Er wählte sich den Gesellschaftsnamen der Leimende und das Motto Von Angehencktem Schmeiß, das er selbst in den beiden unten abgebildeten Versionen unterschiedlich erklärt.
Als Emblem wurde Randow ein halbverdorrter Apfelbaum, dessen Äste teilweise mit Moos bewachsen, mit Krammetsvögeln beschmeißt den Mispel oder Kenster halb auflegend und halb herabhangend tragen zugedacht. Im Köthener Gesellschaftsbuch findet sich Randows Eintrag unter der Nr. 22. Er gehörte also zu den frühen Mitgliedern der Gesellschaft, die 1650 auf ihrem Höhepunkt 527 Mitglieder hatte. Sie hatte sich die Reform und Pflege der deutschen Sprache zum Ziel gesetzt und sprach sich sowohl gegen den deutschen „Grobianismus“, als auch gegen den Exklusivanspruch des Lateinischen aus.
| Von Angehencktem Schmeiß, Emblem 1 |  | Von Angehencktem Schmeiß, Emblem 2 |
| --- |  | --- |
| Der Leim vom Mißpelholtz vnd Beeren zubereitet / Der soll vom Vogelschmeiß dahin so seyn geleitet / Weil er sich dran gehenckt / erzeugt in jhm die Krafft / Drumb hab ich Leimendt mir genommen diesen Safft. Wiewol es nun fast scheindt / als wann darmit ich leime / Vnd daß sich diß Gemähld hieher nicht schick vnd reime / So wist doch daß mit nutz ich tapffer leimen wil / zum guten nur allein / der Früchte bringen viel. J.A.V.R. 1619. |  | DER Leim / vom Mißpelholtz' und Beeren zugericht / Sol auf die bäume her vom vogelschmeisse kommen / Wan er sich dran gehenckt / der ast wird zwar zu nicht / Und hat doch diese Frucht des Leims an sich genommen: Den Namen Leimend drumb ich nam / und bin verpicht Zu leimen lustig fort / zu nutzen nur und frommen Des / der gesellig ist / damit zu zeigen an / Das mit ergetzligkeit man Frucht auch bringen kan. J.A.V.R. 1619. |